# Чепаково (Новотор'яльський район)
Чепа́ково (рос. Чепаково, марій. Чопак) — присілок у складі Новотор'яльського району Марій Ел, Росія. Входить до складу Чуксолинського сільського поселення.

## Населення
Населення — 43 особи (2010; 46 у 2002).
Національний склад (станом на 2002 рік):
- марійці — 87 %